# Discoba
Discoba es un grupo de protistas flagelados que forman la mayor parte del supergrupo Excavata. La mayoría de subgrupos son biflagelados, aerobios, de vida libre en agua dulce o marina, con citostoma para la ingesta principalmente de bacterias. Una excepción es Euglenophyceae, grupo de microalgas verdes que adquirió el metabolismo fotosintético. Otro grupo particular es Percolozoa, el cual posee tres estadios de vida: flagelado, quiste y ameboide, dependiendo de la disponibilidad del alimento. También hay algunos ejemplos de parásitos, causantes de enfermedades de origen protozoario como Trypanosoma. Ancestralmente presentan un surco de alimentación ventral como otros excavados, tal como se ve en los grupos basales, los cuales son biflagelos. A veces hay formas multiflageladas, como Stephanopogon.
Discoba es un grupo robusto constituido sobre la base de análisis filogenéticos multigénicos, que contiene a Percolozoa (=Heterolobosea), Euglenozoa, Jakobea y recientemente Tsukubamonas. Se define como el clado constituido a partir del antecesor más reciente de Jakoba libera, Andalucia godoyi, Euglena gracilis y Naegleria gruberi.
Dado que la raíz de los eucariotas probablemente está cerca de Loukozoa o Discoba en el parafilético Excavata se estudian estas agrupaciones para brindar información única sobre los primeros eucariotas. Se ha sugerido que Discoba junto con Diaphoretickes forman un clado amplio denominado Diphoda.

## Filogenia
Los análisis filogenéticos presentan la siguiente filogenia entre grupos:
|               | Tsukubea                                                  |
|               |                                                           |
| Discicristata | \| \| Percolozoa \| \| \| \| \| \| Euglenozoa \| \| \| \| |
|               | \| \| Percolozoa \| \| \| \| \| \| Euglenozoa \| \| \| \| |
|               | Percolozoa                                                |
|               |                                                           |
|               | Euglenozoa                                                |
|               |                                                           |

|  | Percolozoa |
|  |            |
|  | Euglenozoa |
|  |            |

|               | Tsukubea                                                  |
|               |                                                           |
| Discicristata | \| \| Percolozoa \| \| \| \| \| \| Euglenozoa \| \| \| \| |
|               | \| \| Percolozoa \| \| \| \| \| \| Euglenozoa \| \| \| \| |
|               | Percolozoa                                                |
|               |                                                           |
|               | Euglenozoa                                                |
|               |                                                           |

|  | Percolozoa |
|  |            |
|  | Euglenozoa |
|  |            |